# پر حسینو
پَر حَسینو به لهجه محلی ( پَر أحَسُنـُو )
نام نقطه‌ای جغرافیایی در جنوب ایران است.
اصطلاحی است جغرافیایی در گویش لارستانی و به ویژه در گویش کوخردی. پَر به معنای تپه‌ای نسبتاً بلندی است که میان دو کوهپایه بلند قرار داشته باشد؛ و حتی هم اگر دشتی کوهستانی تپه‌ای در میان آن قرار داشته باشد ومجزا باشد، نیز آن را پَر گویند، مانند: «پَر بردُومُه» در منطقهٔ (خادون) در کرانهٔ رودخانه مهران.
«پَر حَسینو» در جنوب غربی دهستان کوخرد از توابع بخش کوخرد شهرستان بستک و در غرب استان هرمزگان در جنوب ایران واقع شده‌است. چشمهٔ آب روانی در پائین تپه جاری است.

## وجه تسمیت
وجه تسمیت به پَر حَسینو از آنجا است که در وسط تپهٔ «پَر حَسینو» تخته سنگ (تال) بزرگی وجود دارد که از وسط آن تخته سنگ چشمه آب کوچکی جاری است که حالا ربع اینچ و شاید هم کمتر آب دارد، در پایین این تخته سنگ ودقیقاً زیر عین چشمه یک ظرف سفالی (أحسن تار) از دوران قدیم گذاشته شده‌است، و آب قطره قطره بداخل (أحسن تار)
«ظرف سفالی» ریخته می‌شود و در «أَحسِن» جمع می‌شود، بیابان گردها از این آب استفاده می‌کنند، آب چشمه بسیار شیرین است، و در این منطقه تنها وجود آب شیرین همین چشمه‌است که از وسط این تخته سنگ بقدرت الهی به وجود آمده‌است، لذا از دوران بسیار دور از اهمیت خواصی برخوردار بوده‌است، وجود ظرف سفالی (أحسن تار) در این تپه (پَر) ونقش مهم آن در جمع‌آوری آب در این منطقهٔ خشک کوهستانی، این تپه پَر حَسینو نامگذاری کرده أند. وجود این‌گونه آثار زندگی باستانی ونیز تاریخچه‌های آن‌ها که به صورت داستان سینه به سینه نقل وضبط شده‌است در أغلب نقاط دهستان کوخرد وروستاهای اطراف وجود دارد که تحقیق در بارهٔ آن‌ها از راه پژوهشهای محلی ومطابقت دادن آن‌ها باهم نکات تاریکی از زندگی مردمی که سالیان پیش در این منطقهٔ گسترده می‌زیسته أند روشن خواهد نمود.

## نقاط پیرامون پَر حَسینو
نقاط پیرامون پَر أحسن: دره کنخور، رشتهٔ کوه زیر، آودون چابه (آبدان چابه)، (گری باصیر)، نخلستان گری باصیر، (آودون چی)، چراگاه پَر أَحسِن، جادهٔ ترارو به کنخور. در چند سال گذشته خیرین یک باب آب‌انبار برکه و یک کاروانسرا در (پَر أَحسِن) ساخته أند، ومردم در فصل زمستان و بهار برای گشت (طبخ) و تفریح به آن مکان می‌روند، وجایی تاریخی، دیدنی، وبسیار باصفا ودلنشین است. در اطراف «پَر حَسینو» حشم‌نشین اتراق می‌کنند.

## پوشش گیاهی
منطقهٔ «پَر حَسینو» نیز مانند سایر مناطق کوه جنوب (کوه زیر) قابلیت مرتعی است أما کمتر از سایر پشته‌های پُر بهار جنوب، آن هم بعلت کم بود آب در این منطقهٔ کوهستانی، همچنین درختانی مانند: کُنار، سمر، سَلَم نیز در اطراف (پَر أحسن) به چشم می‌خورد، أما از جمله برندگان فقط پرندگانی کوهستانی که تحمل قسوت زندگی در گرما ونسبتاً کم‌آبی دارند گاه وقتی در کنار «ظرف سفالی» (أحسن تار) که پر از آب شیرین است دیده می‌شوند، مانند:
کبک، قُمری، بادخور، تیهو، چکاوک، فاخته، کوکر، دراج مشاهده می‌شوند.

## فهرست منابع و مآخذ
- محمدیان، کوخردی، محمد،  «شهرستان بستک و بخش کوخرد» ، ج۱. چاپ اول، دبی: سال انتشار ۲۰۰۵ میلادی.
- محمدیان، کوخردی، محمد. به یاد کوخرد ج۲. چاپ اول، دبی: سال انتشار ۲۰۰۳ میلادی.
- الکوخردی، محمد، بن یوسف، (کُوخِرد حَاضِرَة اِسلامِیةَ عَلی ضِفافِ نَهر مِهران Kookherd, an Islamic District on the bank of Mehran River) الطبعة الثالثة، دبی: سنة ۱۹۹۷ للمیلاد.